# Isnos
Isnos é um município da Colômbia, localizado no departamento de Huila.